# Maurice Gravelines
Pour les articles homonymes, voir Gravelines (homonymie).
Maurice Gravelines, né le 17 juillet 1891 à Lille (Nord) et mort dans cette même ville le 31 janvier 1973, est un footballeur français évoluant au poste de milieu de terrain.

## Carrière
Maurice Gravelines évolue dans les années 1910 et 1920 à l'Olympique lillois, remportant le Championnat de France de football USFSA 1914 face à l'Olympique de Cette et le Trophée de France 1914 face au VGA Médoc.  
Lors de la première guerre mondiale, il est fait prisonnier, et est interné au camp de Friedrichsfeld. 
En 1920, il connaît sa première sélection en équipe de France de football. Il affronte sous le maillot bleu lors d'un match amical la Belgique le 28 mars 1920. Les Français s'imposent sur le score de deux buts à un. Sa seconde et dernière sélection intervient le 15 janvier 1922, encore en amical face aux Belges, et avec la même issue. 
Il est demi-finaliste des Jeux Olympiques en 1920.